# Hollowell
Hollowell – wieś w Anglii, w hrabstwie Northamptonshire, w dystrykcie (unitary authority) West Northamptonshire. Leży 14 km na północny zachód od miasta Northampton i 110 km na północny zachód od Londynu. Według szacunków na dzień 30 czerwca 2017 miała 387 mieszkańców.